# Wilson McCoy
Pour les articles homonymes, voir McCoy.
Wilson McCoy (1902-1961) est un dessinateur de bande dessinée américain.
Ce dessinateur réaliste est surtout connu pour avoir dessiné le comic strip écrit par Lee Falk Le Fantôme de 1942 à 1961, d'abord comme assistant de Ray Moore puis seul après quelques années.

## Biographie
A l'âge de sept ans, il était déterminé à devenir artiste. Son père est mort lorsqu'il avait onze ans, laissant sa mère avec sept enfants et sans argent. Elle a ouvert une pension de famille avec des fonds empruntés et le jeune Wilson a trouvé un emploi dans une pharmacie, travaillant 8 heures par jour après l'école et 12 heures les samedis et dimanches pour 3$ par semaine qui sont allés dans le trésor familial. Après deux ans de lycée, il est allé travailler comme garçon de courses dans une entreprise de publicité de St Louis (D'Arcy Advertising Co.), et s'est exercé au dessin pendant les courses. Finalement, il a été embauché dans le personnel artistique de l'entreprise et, au bout de quatre ans, il avait économisé suffisamment d'argent pour fréquenter l'école d'art de l'université de Washington avant de se lancer dans la vie professionnelle. McCoy a étudié à la School of the Art Institute of Chicago, à l'American Academy et à la School of Fine Arts de l'université de Washington, à St Louis, où il a ensuite fait partie du corps enseignant. Il a rencontré Dorothy Rainwater à la même université, qu'il a ensuite épousée.
Il a été membre de la National cartoonist Society Foundation NCSF.
En 1931, il a miraculeusement échappé à la mort dans un accident de voiture où un conducteur imprudent a heurté sa voiture, la faisant reposer sur la poitrine de McCoy, écrasant ses deux poumons. Son fils Robert (Bob McCoy) est né en 1927 et sa fille Carol est née le 17 novembre 1933.
En 1930, la famille McCoy a vécu au 7603 Forsythe avant de déménager au 100 N Bemiston av. Lorsque leur fille, Carol, est née le 17 novembre 1933, ils vivaient au 6748 Crest Avenue. En 1940, ils avaient déménagé au 7035 Ethel Avenue.
Plus tard, la maison de McCoy's Barrington, située sur Donlea Rd, Barrington, Illinois, a servi de modèle à la maison de Diana Palmer dans la bande dessinée. McCoy s'est servi de cette étude pour dessiner les bandes de Phantom. Wilson était également pompier volontaire à Barrington, dans l'Illinois.
Il laisse dans le deuil sa femme Dorothy et ses deux enfants, Robert Wilson Jr. (Bob) et Carol. Le fils Robert Wilson McCoy Jr était le propriétaire du "Museum Of Questionable Devices" à Minneapolis et était souvent invité à des talk-shows tels que Late Night with David Letterman. Il est décédé en 2010 à l'âge de 83 ans.

## Publications
Les histoires de McCoy sont parfois publiées dans la bande dessinée australienne Frew Publications Phantom, et dans les bandes dessinées suédoises, norvégiennes et finlandaises Phantom, ainsi que dans des éditions spéciales cartonnées.
En 1955, l'artiste fantôme Wilson R. McCoy a été l'un des 95 dessinateurs de BD invités à assister au petit déjeuner du président américain organisé par la "National Cartoonists Society" à Washington. Le président Eisenhower, président des États-Unis de 1953 à 1961, a assisté au petit-déjeuner organisé dans le cadre de la collecte de fonds pour le "programme des obligations d'épargne américaines". L'art de Wilson McCoy a été présenté dans le "President Eisenhower's Cartoon Book" publié en 1956 en hommage au président.
En 1975, la société d'édition Biblioteca Unviversale Rizzoli de Milan a publié un spécial Wilson McCoy dans la série I Giganti del Fumetto avec un avant-propos de 5 pages intitulé "Un fantasma che cammina da quarant anni" ("Un fantôme qui marche depuis 40 ans") écrit par Ferruccio Alessandri.
En l'an 2000, les publications Egmont de Suède ont publié une édition spéciale intitulée "Wilson McCoy - de opublicerade äventyren". Il contient des articles sur McCoy, écrits par Ulf Granberg, Ed Rhoades et Pete Klaus, et présente également une interview des enfants de McCoy, Carol Dharamsey et Robert McCoy, par Ed Rhoades.
En 2005, l'éditeur italien La Repubblica a publié une anthologie de Wilson McCoy intitulée "L'Uomo mascherato - Il mito dell'Ombra che cammina" (Série Oro 18) avec un essai introductif de Luca Raffaelli.
L'éditeur américain Hermes Press a publié les continuités du quotidien Wilson McCoy dans leurs The Phantom Complete Dailies volumes 5-17 (2013 - 2019). Les histoires du dimanche de Wilson McCoy ont été publiées par Hermes Press dans The Complete Sundays du volume 2 au volume 7 (2014 - 2020). Les épreuves de presse en noir et blanc des continus, qui proviennent du King Features Syndicate, sont archivées à la Michigan State University - Special collections qui est supervisée par Randy Scott [bibliothécaire des collections spéciales de la MSU, bibliographe de BD et conservateur en chef de la collection de BD de la MSU]. King features syndicate a fait don d'une autre série d'épreuves à l'Ohio State University.